# Maravilha (Londrina)
O Distrito de Maravilha é um dos distritos localizados no município de Londrina, sendo instalado como distrito através do Decreto-Lei nº 6.914, de 02 de setembro de 1977.
Está localizado próximo ao encontro dos rios Taquara e Tibagi. De acordo com o Instituto Brasileiro de Geografia e Estatística (IBGE), sua população no ano de 2010 era de 986 habitantes.